# 대한민국 민법 제290조
대한민국 민법 제290조는 준용규정에 대한 민법 물권법 조문이다.

## 조문
제290조(준용규정) ① 제213조, 제214조, 제216조 내지 제244조의 규정은 지상권자간 또는 지상권자와 인지소유자간에 이를 준용한다.
②제280조 내지 제289조 및 제1항의 규정은 제289조의2의 규정에 의한 구분지상권에 관하여 이를 준용한다.  <신설 1984.4.10.>

第290條(準用規定) ① 第213條, 第214條, 第216條 乃至 第244條의 規定은 地上權者間 또는 地上權者와 隣地所有者間에 이를 準用한다.
②第280條 내지 第289條 및 第1項의 規定은 第289條의2의 規定에 의한 區分地上權에 관하여 이를 準用한다. <新設 1984.4.10.>